# Spiroctenus inermis
Spiroctenus inermis is een spinnensoort in de taxonomische indeling van de bruine klapdeurspinnen (Nemesiidae).
Spiroctenus inermis werd in 1903 beschreven door Purcell.